# Roberto Nicolini
Roberto Luis Nicolini Barison (Quilpué, 9 de mayo de 1959) es un actor, presentador de televisión y artista circense chileno de ascendencia italiana, conocido por haber sido conductor y rostro del programa de televisión infantil Pipiripao de UCV TV.

## Biografía
Roberto Nicolini nació en Quilpué, el 9 de mayo de 1959. Es el sexto de siete hermanos. Su padre Luis Nicolini Ghio, investigador,  profesor de Lenguaje y Filosofía, fue uno de los formadores de la Escuela de Pedagogía de la Universidad de Valparaíso. Su madre Julia Barison Roberts, hija del arquitecto Arnaldo Barison creador de edificios patrimoniales de Valparaíso. Además, es primo de Francisco Sazo, miembro del grupo Congreso.
Estudió en los Padres Franceses de Viña del Mar y luego en Liceo Mixto Coeducacional de Quilpué. Al tiempo del golpe de Estado de 1973, era dirigente estudiantil. Debido al desabastecimiento después del 11 de septiembre, organizó una campaña de recolección de alimentos para conseguir almuerzos y desayunos para sus compañeros del Liceo Coeducacional de Quilpué. Un grupo de militares fue a interrogarlo al liceo, pero su directora se negó a entregarlo. Años después señaló que «por entonces, y más en un pueblo chico, los profesores todavía eran autoridad y probablemente gracias a eso me libré de un mal destino».

## Vida profesional

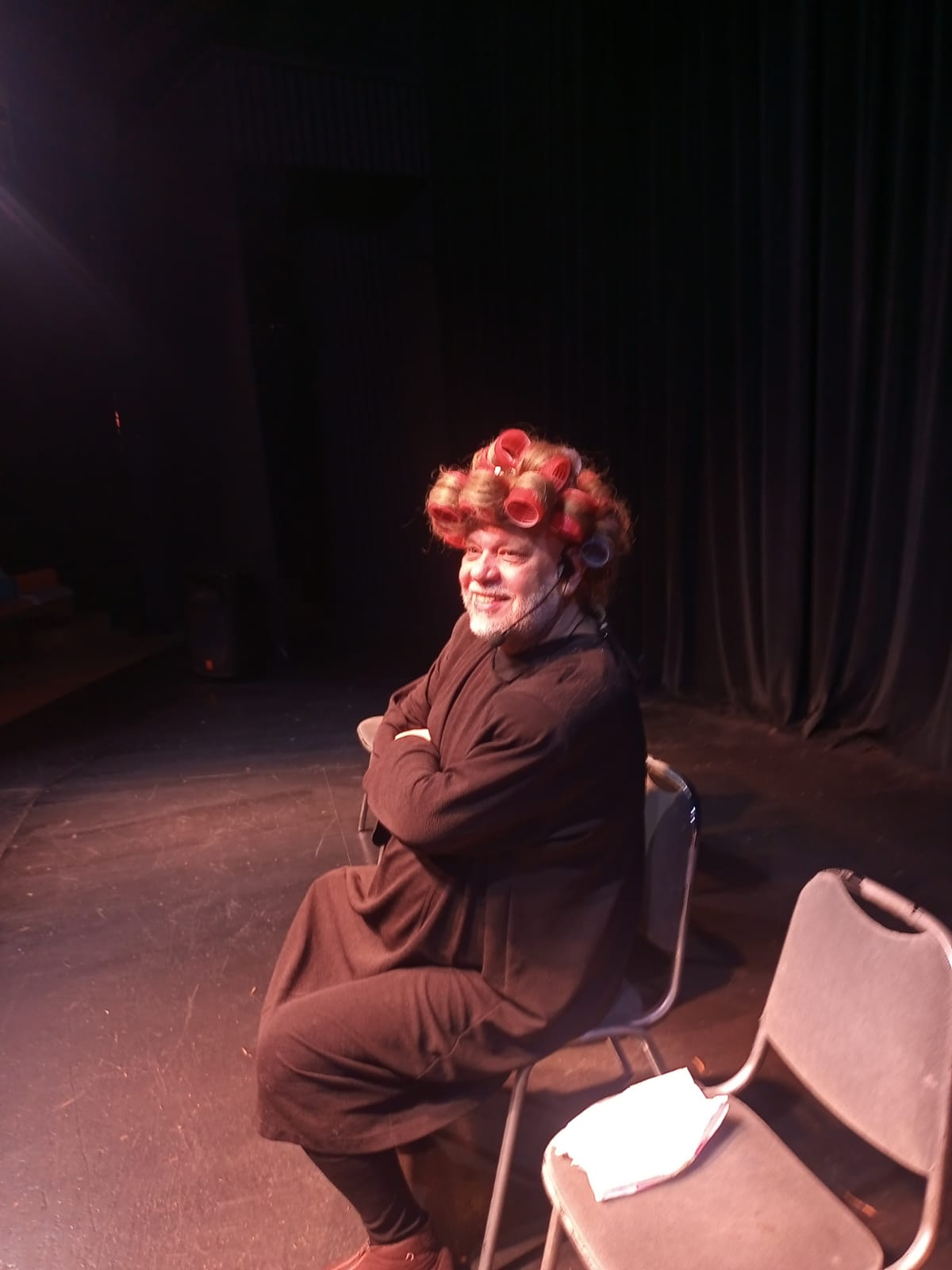
Nicolini en el personaje principal de la obra Jodida pero soy tu madre

Su llegada a la televisión ocurrió en el canal UCV TV, entonces canal 4 de Valparaíso. A los 7 años comenzó a trabajar en UCV Televisión, en el programa Quiero Ser, donde conoció a Pedro de la Barra, fundador del Teatro de la Universidad de Chile, con quien aprendió y desarrolló una carrera como actor itinerante. Participó como oyente en la escuela de teatro de la Universidad de Chile, donde su cuñado era profesor. Ingresó en 1976 a la Compañía de Teatro Las Máscaras, con María Jamett y Vicente  Barattini, y participó en la obra Las Sillas de Eugene Ionesco. 
En 1983 comenzó a conducir uno de los primeros programas de apertura política del Chile de la década de 1980: La Buhardilla, y aunque recibió premios fue retirado del aire por presión de la dictadura militar. Ese mismo año, tras la crisis económica y quiebra del Canal Universidad Católica de Valparaíso Televisión, decidió enfocarse en la programación infantil. Así nació el programa que lo consagró: Pipiripao, que condujo en el periodo 1984-1996. Este programa popularizó en Chile el animé. Con una sencilla propuesta, se transmitían programas como Candy, Capitán Futuro, He Man, Heidi, y otras conocidas series animadas japonesas. Fue tal el éxito del programa, que en 1993, cuando realizaron como elenco un evento en el Estadio Sausalito de Viña del Mar para celebrar los 36 años del canal universitario, llegaron 45 mil niños, quedando fuera otros 10 mil. La participación de Roberto Nicolini en este programa acabó en febrero de 1996, cuando el entonces gerente general de UCV-TV, Roberto Vargas, señaló a La Estrella de Valparaíso que el conductor era «demasiado gordo, viejo y pelado» para continuar animando un programa infantil.
Tras su salida de Pipiripao, animó el programa Almorzando con Roberto Nicolini  en UCV Televisión y después pasó a animar El show de Roberto Nicolini en La Red (1996), que obtuvo el premio de la Asociación de Periodistas de Espectáculos y el premio del Consejo Mundial de Educación 1996. Después de su salida de La Red, se dedicó al teatro, tanto como actor en diversas producciones, así como promoviendo la apertura de teatros en diversos lugares de Chile.
En 2006 realizó una nueva versión del programa Pipiripao en UCV TV. Fue candidato en las elecciones parlamentarias de Chile de 2009 como diputado por el Distrito 27 de El Bosque, La Cisterna y San Ramón.
Durante la última década, ha vuelto a sus orígenes en el teatro, desarrollando obras como Jodida, pero soy tu madre, basado en la figura de la clásica matriarca de familia italiana. La obra tiene el récord de funciones en Chile con presentaciones ininterrumpidas desde 2008. En 2016 cumplió sus primeras 1000 funciones. En 2019 obtuvo el premio Clap por ser la obra con más entradas vendidas.
En 2025 fue nombrado hijo ilustre de Quilpué.

## Historial electoral

### Elecciones parlamentarias de 2009
- Elecciones parlamentarias de 2009 a Diputado por el distrito 27 (El Bosque, La Cisterna y San Ramón)[16]

| Candidato                   | Pacto                                            | Partido | Votos  | %     | Resultado |
| --------------------------- | ------------------------------------------------ | ------- | ------ | ----- | --------- |
| Iván Moreira Barros         | Coalición por el Cambio                          | UDI     | 53 683 | 35,84 | Diputado  |
| Tucapel Jiménez Fuentes     | Concertación y Juntos Podemos por más Democracia | PPD     | 47 765 | 31,89 | Diputado  |
| Daniel Melo Contreras       | Concertación y Juntos Podemos por más Democracia | PS      | 25 731 | 17,18 |           |
| Roberto Nicolini Barison    | Coalición por el Cambio                          | ILB     | 13 205 | 8,82  |           |
| Miguel Angelo Bravo Vilches | Nueva Mayoría para Chile                         | PH      | 3063   | 2,05  |           |
| Richard Acharán Barría      | Chile Limpio. Vote Feliz                         | MAS     | 2598   | 1,73  |           |
| Oscar Cavieres Moreau       | Chile Limpio. Vote Feliz                         | PRI     | 2578   | 1,72  |           |
| Matías Escanilla Becerra    | Nueva Mayoría para Chile                         | PH      | 1153   | 0,77  |           |